# Georg von Dollmann

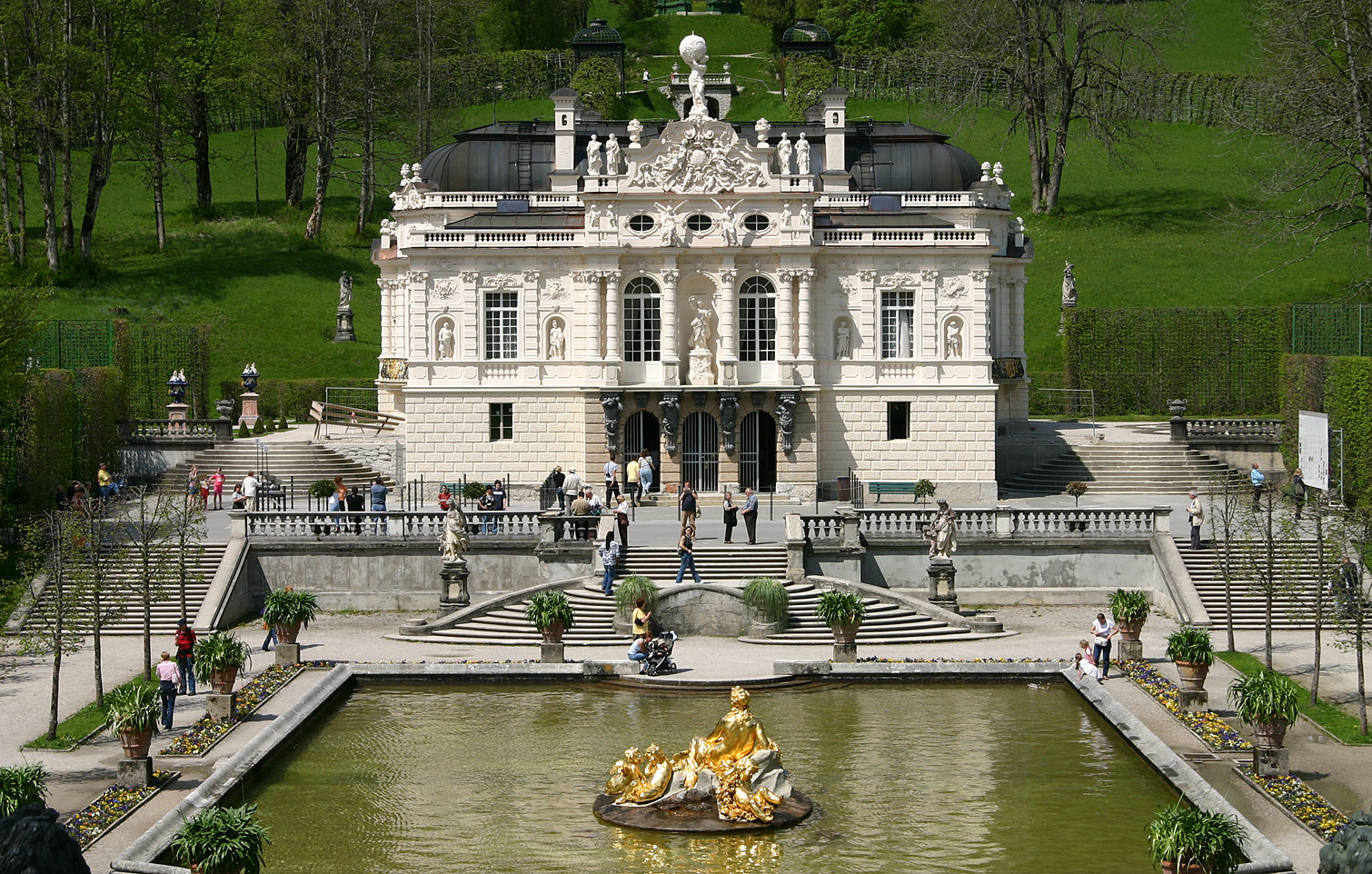
Linderhof.

 Georg von Dollmann (Georg Carl Heinrich Dollmann) est un architecte et ingénieur bavarois, né le 21 octobre 1830 à Ansbach et mort le 31 mars 1895 à Munich.

## Biographie
Fils d'un fonctionnaire au lycée de Ansbach, Georg von Dollmann se rend à Munich en 1846 où il fréquente l’École Polytechnique et l'Académie des Beaux Arts. Il y acquiert une formation technique et artistique. En 1854, il entre au service des Chemins de fer du royaume de Bavière. Dans le département « bâtiments » où il est ingénieur de district, il est chargé de la conception des bâtiments ferroviaires. Il supervise entre autres la reconstruction de la gare de Gemünden am Main. Leo von Klenze fait de lui son proche collaborateur. Il travaille dans le bureau de l'architecte du Walhalla jusqu'à la mort de Klenze en 1864.
A Munich, Dollmann termine le Temple de la Libération et élargit la salle assyrienne de la cour de la Glyptothèque. Son premier travail majeur et indépendant est l'église paroissiale néo-gothique de la Sainte-Croix à Giesing (1866-1883), près de Munich.

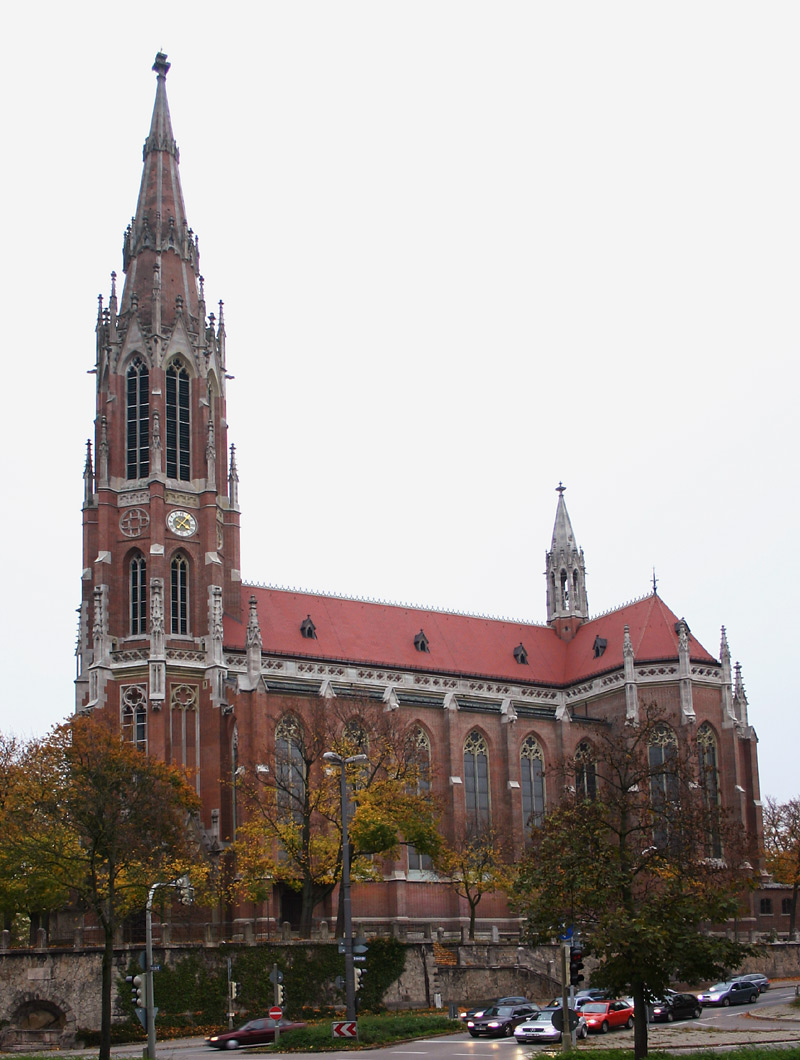
L'église de Giesing

Le roi Maximilien II de Bavière lui confie divers bâtiments. Puis Georg von Dollmann devient, en 1868, l'architecte officiel et conseiller de Louis II (Hofbauer-Intendanzrat et Hofbaudirektor).
En 1869-1870, il conçoit pour le roi le projet d'un palais byzantin, qui n'a pas été réalisé. Entre 1870 et 1872, il aménage le pavillon de chasse de Linderhof, puis en 1874, entreprend la construction de la « Villa royale » de Linderhof.
Dès 1868, Louis II prévoyait la construction d'un nouveau palais de Versailles sous le nom de « Meicost-Ettal » (anagramme de « L'État c'est moi » dans la vallée de Linderhof. De décembre 1868 à septembre 1873 Dollmann présente de nombreux projets. Mais finalement le palais sera construit sur une île du Chiemsee. Le Château de Herrenchiemsee restera inachevé.
La maison royale de Schachen est construite de 1869 à 1872. En 1874 Dollmann reprend la gestion du projet de la construction du château de Neuschwanstein, dont la première pierre est posée en 1869.
En 1884, Dollmann tombe en disgrâce et son collègue Julius Hofmann le remplace. Dollmann cesse toute activité jusqu'à sa mort, en 1895 à Munich